# Viola orbelica
Viola orbelica är en violväxtart som beskrevs av Pancic. Viola orbelica ingår i släktet violer, och familjen violväxter. Inga underarter finns listade i Catalogue of Life.